# Croton lechleri
Croton lechleri (лат.) — вид двудольных растений рода Кротон (Croton) семейства Молочайные (Euphorbiaceae). Широко известен как Sangre de Grado (на перуанском варианте испанского) или Sangre de Drago (эквадорский вариант испанского). Является, наряду с ещё несколькими видами растений, источником густой красной смолы, традиционно используемой как краситель, компонент лаков и средство народной медицины (аналог «жидкого бинта», для герметизации и ускорения заживления раны).

## Распространение
Произрастает в Центральной и на Северо-Западе Южной Америки: в Эквадоре, Перу, Боливии и Колумбии.

## Медицинское применение и перспективы
Смола кротона Лехлера, традиционно используемая в народной медицине Латинской Америки, довольно давно обратила на себя внимание официальной науки. Ряд исследований, проведённых в различных научных центрах разных стран, подтвердил обоснованность её использования как антисептического средства и «жидкого бинта».
Также исследование на лабораторных штаммах, хлопковых крысах, мышах, морских свинках и зелёных мартышках показало определённую ингибирующую активность SP-303 (большого олигомера проантоцианидина, выделенного из смолы Croton lechleri) по отношению к вирусам гриппа, парагриппа, респираторно-синцитиальному вирусу и вирусу герпеса второго типа.
Тестирование сока (смолы) Croton lechleri и таспина в сравнении с таксолом и винбластином на предмет воздействия на клетки двух видов рака человека (меланомы и рака прямой кишки) продемонстрировало, что сок Croton lechleri может ингибировать пролиферацию клеток меланомы, а в сочетании с таспином — и рака прямой кишки.
Исследование на 41 штамме Helicobacter pylori клинического происхождения выявило эффективность использования sangre de drago против этой бактерии.
Согласно обзору 2003 года, исследования «в пробирке», в основном, подтверждают, что sangre de drago может применяться для лечения диареи, ран, опухолей, язвы желудка, герпетической инфекции, зуда, болей и отёков, укусов насекомых, клинические же исследования подтверждают эффективность «крови дракона» в лечении водянистой диареи различной этиологии и снятии симптомов при укусах насекомых..
Выделенное из смолы Croton lechleri вещество крофелемер достоверно обладает противодиарейными свойствами и зарегистрировано FDA под названием Fulyzaq как лекарство от ВИЧ-ассоциированной диареи.

## Состав
Смола кротона Лехлера содержит множество биологически активных веществ, среди которых — алкалоид таспин, лигнин, лигнан 3’,4-O-диметилцедрусин, а также различные обладающие выраженным антиоксидантным действием проантоцианидины ((+)-катехин, (-)-эпикатехин, (+)-галлокатехин, (-)-эпигаллокатехин, димерные процианидины B-1 и B-4 и др.), на долю которых приходится до 90 % сухого веса.